# Val Canneto
Val Canneto este o arie protejată (arie specială de conservare — SAC, sit de importanță comunitară — SCI) din Italia întinsă pe o suprafață de 990 ha, integral pe uscat.

## Localizare
Centrul sitului Val Canneto este situat la coordonatele 41°41′19″N 13°54′35″E / 41.688611°N 13.909722°E.

## Înființare
Situl Val Canneto a fost declarat sit de importanță comunitară în iunie 1995 pentru a proteja 10 specii de animale. Situl a fost protejat și ca arie specială de conservare în august 2017.

## Biodiversitate
Situată în ecoregiunea alpină, aria protejată conține 1 habitat natural: Păduri de fag din Apenini cu Taxus și Ilex.
La baza desemnării sitului se află mai multe specii protejate:
- păsări (3): acvilă de munte (Aquila chrysaetos), ciocârlie de pădure (Lullula arborea), gaia neagră (Milvus migrans)
- amfibieni (3): Bombina pachypus, Salamandrina terdigitata, Triturus carnifex
- mamifere (3): lupul (Canis lupus), Rupicapra pyrenaica ornata, urs brun (Ursus arctos)
- nevertebrate (1): Euplagia quadripunctaria

Pe lângă speciile protejate, pe teritoriul sitului au mai fost identificate 10 specii de plante, 2 specii de păsări, 4 specii de mamifere.